# Peyrecave
Peyrecave település Franciaországban, Gers megyében. Lakosainak száma 70 fő (2022. január 1.). Peyrecave Lachapelle, Mansonville, Flamarens és Miradoux községekkel határos.

## Népesség
A település népességének változása:
| Lakosok száma | 140  | 120  | 105  | 94   | 73   | 71   | 72   | 75   | 73   | 70   |
|               | 1968 | 1982 | 1990 | 2006 | 2013 | 2015 | 2017 | 2019 | 2020 | 2022 |